# TPE-97/U
TPE-97/U – publiczny aparat samoinkasujący (PAS) produkowany przez włoską firmę Urmet w latach 1997–1999. Jednak na ulice był wprowadzany w 1998. Obsługuje on karty magnetyczne (ta możliwość była zablokowana od 1 lipca 2006) oraz elektroniczne w standardzie SLE4436 i SLE4406 (karty serwisowe). Posiada on również możliwość obsługiwania i walidacji kart kredytowych, ale Telekomunikacja Polska nigdy nie wykorzystywała takiej możliwości. Ostatni działający TPE-97/U Orange zdemontowało w I kwartale 2014.